# Ingund
Ingund (Ingunde, Ingond of Ingunda) (Thüringen, (499 - ) was de dochter van koning Baderic van Thüringen. 
Ze was de vrouw van Chlotarius I en de koningin van de Franken. Ze was de moeder van Charibert I, Gontram en Sigebert I. Ze was de zuster van een van Chlotarius' andere vrouwen, Aregonda.